# Ivan (filme)
Ivan é um filme de drama brasileiro de 2025 dirigido e escrito por Dani Manzini e estrelado por Carlos Ramírez, Giovanni de Lorenzi e Gilda Nomacce.

## Premissa
Brasil, 1976. Em meio a um cenário de turbulências pessoais e sociais, Armando (Carlos Ramírez), um imigrante latino-americano, tenta encontrar equilíbrio em um relacionamento à beira do colapso. Sua companheira, Sonja (Gilda Nomacce), mergulha em uma espiral de obsessão e delírio enquanto busca entender, a qualquer custo, os mistérios que envolvem a gestação de seu filho, Ivan (Feliz Serrano Ramírez/Giovanni de Lorenzi). Conforme a fronteira entre razão e loucura se dissolve, Armando se vê aprisionado em um cotidiano de rupturas e desordem, onde a única saída possível é ressignificar tudo o que entende sobre sanidade, amor e sobrevivência.

## Elenco
- Carlos Ramírez como Armando[3]
- Gilda Nomacce como Sonja
  - Tatau Nogueira como Sonja (idosa)
- Giovanni de Lorenzi como Ivan
  - Feliz Serrano Ramírez como Ivan (criança)
- Daniela Dams como Katia
- Fabiana Torresan Faria como Marta
- Neemias de Jesus como Garoto da TV
- Auro Lucio como Médico
- Milton Diniz como Psiquiatra
- Mateus Rodrigues como Gêmeos
- Pedro Rodrigues como Gêmeos

## Produção

### Concepção
O filme Ivan explora temas complexos e profundamente humanos, como a incomunicabilidade na vida conjugal, os desafios da maternidade, a depressão pós-parto e os impactos psicológicos que gradualmente afastam um casal da racionalidade. A narrativa se constrói a partir dessa desconexão progressiva, mergulhando em um universo de tensão psicológica e dilemas existenciais. Segundo o diretor Manzini, a concepção do roteiro foi influenciada por sua própria vivência em uma pensão em São Paulo, onde dividia espaço com vizinhos peculiares, incluindo uma senhora em estado terminal devido a um câncer, um matador de aluguel arrependido e um cafetão de garotos de programa. "Conviver com essas figuras intensificou minha percepção sobre o psicológico humano e me ajudou a construir a atmosfera do filme", revela Manzini.
Além de cineasta, Manzini também é artista plástico e destaca que a identidade visual do longa foi cuidadosamente planejada para refletir seu caráter dramático. "O ponto alto é que conseguimos manter uma personalidade estética consistente, algo que venho desenvolvendo desde o início das minhas investigações artísticas, em 1999", afirma. Em relação às influências cinematográficas, o diretor reconhece a forte presença de Andrei Tarkovski em seu trabalho. "Sinto uma conexão poética com ele há muitos anos. Tarkovski, junto com Andrei Konchalovsky, foi essencial na minha jornada como diretor e artista da imagem", conclui Manzini.

### Desenvolvimento e filmagens
Armando é interpretado pelo ator colombiano Carlos Ramírez, que também assina a produção do filme. Sua parceria com Manzini, por meio da Acuatro Filmes, viabilizou o longa como uma coprodução entre Brasil e Colômbia, ampliando seu alcance no cenário internacional. Além do elenco, Ivan tem outro personagem fundamental: a cidade de São Francisco Xavier, em São Paulo. O filme foi inteiramente rodado nesse pequeno município próximo à divisa com Minas Gerais, cuja atmosfera única se tornou parte essencial da narrativa.
“São Francisco Xavier foi muito importante para mim em vários sentidos. Foi um refúgio quando decidi deixar São Paulo e, ao mesmo tempo, o lugar onde conheci um dos meus maiores parceiros de arte e vida, Carlos Ramírez, que havia acabado de chegar de Medellín. Há uma magia nessa cidade que me encantou desde o primeiro dia. Hoje percebo que filmar Ivan lá foi algo natural”, reflete Manzini.

## Lançamento
Ivan teve sua première no Festival Guarnicê de Cinema, no Maranhão, em setembro de 2021. O filme ambém teve exibições em festivais como Cinefantasy, no Brasil, Festival Internacional Cine de América, no México, Festival Insolito, no Peru, e Histeria Festival Internacional de Cine de Horror Sci fi y Fantasia, na Costa Rica.
Comercialmente, o filme apenas conseguiu lançamento nos cinemas do Brasil em 30 de janeiro de 2025. O lançamento de Ivan integra o projeto Núcleo de Distribuição Cinema do Interior, realizado com apoio da Secretaria da Cultura, Economia e Indústria Criativas do Estado de São Paulo, por meio da Lei Paulo Gustavo e do Ministério da Cultura.

## Recepção

### Prêmios e indicações
| Lista de prêmios e indicações | Lista de prêmios e indicações | Lista de prêmios e indicações | Lista de prêmios e indicações                 | Lista de prêmios e indicações | Lista de prêmios e indicações |
| Premiação                     | Data da cerimônia             | Categoria                     | Indicação                                     | Resultado                     | Ref.                          |
| ----------------------------- | ----------------------------- | ----------------------------- | --------------------------------------------- | ----------------------------- | ----------------------------- |
| Festival Guarnicê de Cinema   | 24 de setembro de 2021        | Melhor Filme (júri popular)   | Ivan                                          | Venceu                        | [ 5 ]                         |
| Festival Guarnicê de Cinema   | 24 de setembro de 2021        | Melhor Ator                   | Carlos Ramírez                                | Venceu                        | [ 5 ]                         |
| Festival Guarnicê de Cinema   | 24 de setembro de 2021        | Melhor Atriz Coadjuvante      | Daniela Dams                                  | Venceu                        | [ 5 ]                         |
| Festival Guarnicê de Cinema   | 24 de setembro de 2021        | Melhor Direção de Fotografia  | Rafael Giancondino                            | Venceu                        | [ 5 ]                         |
| Festival Guarnicê de Cinema   | 24 de setembro de 2021        | Melhor Desenho de Som         | Alex Catona e Guile Martins                   | Venceu                        | [ 5 ]                         |
| Festival Guarnicê de Cinema   | 24 de setembro de 2021        | Melhor Direção de Arte        | Fernando Timba, Dani Manzini e Luana Castilho | Venceu                        | [ 5 ]                         |